# UFC 320 : Ankalaev contre Pereira 2
UFC 320 : Ankalaev contre Pereira 2 est un événement d'arts martiaux mixtes produit par l'Ultimate Fighting Championship qui est prévu le 4 octobre 2025, à la T-Mobile Arena de Paradise, Nevada, dans la vallée de Las Vegas, aux États-Unis. 

## Contexte
Cet événement devait initialement avoir lieu à Guadalajara, au Mexique, le 13 septembre et servir de troisième événement annuel « Noche UFC » commémorant le jour de l'indépendance du Mexique . Cependant, en raison de l'arrêt de la construction de l'Arena Guadalajara, il a été deplacé à San Antonio, au Texas avec le statut de Soirée de combat . La promotion a annoncé une semaine plus tard que l'événement numéroté serait déplacé en octobre et aurait lieu à Las Vegas. 
Un match revanche pour le championnat des poids lourds légers de l'UFC entre le champion actuel Magomed Ankalaev et l'ancien champion Alex Pereira (également ancien champion des poids moyens de l'UFC, ancien champion des poids moyens de Glory et des poids lourds légers ) est prévu pour être la tête d'affiche de l'événement. Ils ont déjà participé à l'UFC 313 où Ankalaev a battu Pereira pour le championnat par décision unanime. L'ancien champion (également le premier champion des poids lourds légers de Rizin ) Jiří Procházka, qui doit rencontrer l'ancien challenger au titre Khalil Rountree Jr. lors de l'événement, devrait servir de remplaçant potentiel pour ce combat. 
De plus, un combat pour le championnat des poids coq de l'UFC entre le champion actuel Merab Dvalishvili et l'ancien challenger au titre intérimaire Cory Sandhagen est prévu comme co-événement principal. 

## Carte de combat
| Carte principale     | Carte principale      | Carte principale | Carte principale    | Carte principale | Carte principale | Carte principale | Carte principale |
| Catégorie            |                       |                  |                     | Method           | Round            | Time             | Notes            |
| -------------------- | --------------------- | ---------------- | ------------------- | ---------------- | ---------------- | ---------------- | ---------------- |
| Poids Lourd-légers   | Magomed Ankalaev (c)  | c.               | Alex Pereira        |                  |                  |                  | 1.               |
| Poids Coq            | Merab Dvalishvili (c) | c.               | Cory Sandhagen      |                  |                  |                  | 2.               |
| Poids Lourd-légers   | Jiří Procházka        | c.               | Khalil Rountree Jr. |                  |                  |                  |                  |
| Poids Moyens         | Abusupiyan Magomedov  | c.               | Joe Pyfer           |                  |                  |                  |                  |
| Poids Moyens         | Ateba Abega Gautier   | c.               | Osman Diaz          |                  |                  |                  |                  |
| Poids Moyens         | Edmen Shahbazyan      | c.               | André Muniz         |                  |                  |                  |                  |
| Poids Mouches Femmes | Veronica Hardy        | c.               | Brogan Walker       |                  |                  |                  |                  |
| Poids Coq            | Chris Gutiérrez       | c.               | Farid Basharat      |                  |                  |                  |                  |
| Poids Coq Femmes     | Macy Chiasson         | c.               | Yana Santos         |                  |                  |                  |                  |

1. Pour le championnat UFC des poids lourds-légers.
2. Pour le championnat UFC des poids coq.

## Combats annoncés
- Combat de poids welter : Ramiz Brahimaj contre Austin Vanderford [8]
- Combat de poids coq : Patchy Mix contre Jakub Wikłacz [9]